# 최고임금
최고임금, 최대임금, 임금 상한선(wage ceiling)은 개인이 벌 수 있는 소득 금액에 대한 법적 한도이다. 이는 경제 구조의 변화에 영향을 미치는 데 사용될 수 있는 규정된 제한이지만, 그 효과는 현재 일부 국가에서 최저 소득을 시행하기 위해 사용하는 최저 임금법의 효과와 관련이 없다.

## 구현
주요 경제에는 직접적인 소득 한도가 없지만 일부 경제에서는 규모 있는 과세 형태로 고도로 누진적인 조세 구조 정책을 통합하고 있다.
스위스에서 최대 임금법을 시행하기 위한 투표는 34.7%의 찬성표로 실패했다.

## 같이 보기
- 가족임금
- 지니 계수
- 생활임금
- 최저임금
- 샐러리 캡
- 복지
- 후생경제학